# Sona Velikhan
Sona Velikhan Ibrahim kizi (en àzeri: Sona İbrahim qızı Vəlixan) (Khàrkiv, 19 de juny de 1883 — 4 d'abril de 1982) va ser una oftalmòloga soviètica i azerbaidjana, doctora en medicina i professora.
Va estudiar a Lausana i a Sant Petersburg, graduant-se el 1908 a la Universitat Mèdica de Sant Petersburg. Sona Velikhan va ser la primera dona azerbaidjana que va obtenir un títol de medicina. Després de graduar-se va treballar a la facultat mèdica de la Universitat de Khàrkiv i al departament de malalties oculars de l'Institut Mèdic de l'Azerbaidjan. Entre 1939 i 1971 va ser la responsable d'aquest departament.
El 1942 va ser ascendida a Distingida Acadèmica de la República Socialista Soviètica de l'Azerbaidjan.